# Tweeter and the Monkey Man
Tweeter and the Monkey Man è un brano musicale del 1988 del supergruppo anglo-statunitense Traveling Wilburys, estratto dall'album Traveling Wilburys Vol. 1.

## Antefatti
Sebbene i crediti del testo vadano ufficialmente a tutti i componenti della band, la canzone è stata pubblicata dall'etichetta Special Rider Music di Bob Dylan, ad indicare come lo scrittore principale sia proprio quest'ultimo (oltre ad essere la voce principale). Secondo la ricostruzione di George Harrison, co-autore del brano sarebbe Tom Petty, mentre l'apporto di Harrison e di Jeff Lynne sarebbe stato assai marginale.
Tweeter and the Monkey Man viene talvolta considerato un omaggio giocoso alle canzoni di Bruce Springsteen, sovente acclamato come "il prossimo Dylan" all'inizio della sua carriera. I testi includono i titoli di molte canzoni di Springsteen, e il brano prende in prestito molti dei suoi temi. L'ambientazione della canzone stessa è il New Jersey, stato di origine di Springsteen e ambientazione di molte delle sue canzoni. I riferimenti ai titoli delle canzoni di Springsteen includono: Stolen Car, Mansion on the Hill, Thunder Road, State Trooper, Factory, The River nonché una canzone resa popolare da Springsteen ma scritta da Tom Waits: Jersey Girl.

## Significato
La canzone narra la storia di due spacciatori, Tweeter e Monkey Man, della loro nemesi, "Undercover Cop" ("il poliziotto sotto copertura"), e della sorella del poliziotto, Jan (quest'ultima da lungo tempo innamorata di Monkey Man). Alcuni versi implicano che Tweeter sia una donna trans ("Tweeter era un boy scout / prima che andasse in Vietnam"; più avanti nella canzone, Jan dice inoltre di Tweeter: "Lo conoscevo da molto prima che lui diventasse una ragazza del Jersey").
Durante la ballata, vengono raccontati gli eventi della scomparsa di Tweeter, di Monkey Man e del poliziotto sotto copertura, nonché il destino di Jan.

## Composizione
The Traveling Wilburys
- Bob Dylan – voce solista, chitarra acustica, cori
- George Harrison – chitarra acustica, dobro, slide guitar, cori
- Jeff Lynne – chitarra acustica, basso elettrico, tastiere, cori
- Tom Petty – chitarra acustica, cori

Musicisti aggiuntivi
- Jim Keltner – batteria
- Jim Horn – sassofono
- Ray Cooper – percussioni